# 杜溫納體育館
杜温纳国家体育馆（直译：「杜温纳国家运动竞赛馆」或緬甸語：，直译：「国家运动竞赛馆（1）杜温纳」），简称杜温纳体育馆，是的一座位于仰光的室内体育馆。它是缅甸最大的室内体育场，可容纳10,825人，位于杜溫納體育場附近。

## 历史
杜温纳体育馆由中国援建，1986年竣工后成为该国第一座现代化室内体育馆。后来，在美国的支持下，又在仰光大学建成了第二座国家室内体育馆，但规模不如第一座。
自2019年8月起，中国开始对这座老旧的体育馆进行修缮和翻新。
该体育场举办过许多缅甸拳比赛和ONE冠軍賽的综合格斗比赛。
2025年新春庆祝活动在此场馆举行，敏昂莱及缅甸政府和军队高层官员出席当天的活动，中国驻缅甸大使马珈偕使馆外交官出席。